# Svanviken-Lindbacke
Svanviken-Lindbacke este o arie protejată (arie specială de conservare — SAC, sit de importanță comunitară — SCI, arie de protecție specială avifaunistică — SPA) din Suedia întinsă pe o suprafață de 122 ha, integral pe uscat.

## Localizare
Centrul sitului Svanviken-Lindbacke este situat la coordonatele 58°44′25″N 16°58′54″E / 58.7402°N 16.9816°E.

## Înființare
Situl Svanviken-Lindbacke a fost declarat sit de importanță comunitară în decembrie 1995 pentru a proteja 12 specii de animale. Alte tipuri de protecție:
- arie de protecție specială avifaunistică (în iulie 2000)[2]
- arie specială de conservare (în martie 2011)[1][3][4]

## Biodiversitate
Situată în ecoregiunea boreală, aria protejată conține 6 habitate naturale: Pajiști cu Molinia pe soluri calcaroase, turboase sau argilos-nămoloase (Molinion caeruleae), Roci stâncoase cu vegetație pionieră de Sedo-Scleranthion sau Sedo albi-Veronicion dillenii, Pășuni din zone de pădure fino-scandinave, Fânețe de joasă altitudine (Alopecurus pratensis, Sanguisorba officinalis), Formațiuni de Juniperus communis pe lande sau pajiști calcaroase, Pajiști fino-scandinave uscate până la mezice, bogate în specii de altitudine mică.
La baza desemnării sitului se află mai multe specii protejate de  păsări (12): Branta leucopsis, erete de stuf (Circus aeruginosus), cristeiul de câmp (Crex crex), presură de grădină (Emberiza hortulana), Gallinago media, cocor (Grus grus), sfrâncioc roșiatic (Lanius collurio), gușă albastră (Luscinia svecica), bătăuș (Philomachus pugnax), ploier auriu (Pluvialis apricaria), cresteț pestriț (Porzana porzana), fluierar de mlaștină (Tringa glareola).